# 599
Năm 599 trong lịch Julius.